# 風一揆
「風一揆」（かぜいっき）は2012年1月18日にリリースされた風男塾の7thシングル。発売元はインペリアルレコード。

## 概要
2人の新メンバー、愛刃健水（長谷川愛）と雪村涼真（福見真紀）の加入で8人体制となって初めてのシングル。
通常盤と初回限定盤（武器屋桃太郎Ver.）（青明寺浦正Ver.）（緑川狂平Ver.）（赤園虎次郎Ver.）（流原蓮次Ver.）（瀬斗光黄Ver.）（愛刃健水Ver.）（雪村涼真Ver.）が発売された。初回限定盤にはDVDが付属している。
『一揆』とは心を一つにして物事をやり遂げると言う意味。
昨今「日本を元気に！」とよく言われているが、どこか他人任せな所があるので、この曲で改めて『日本と人間を元気にする』という風男塾の主張が込められている。

## 収録曲
全作詞：はなわ

### 通常盤
1. 風一揆
  - 作曲：Stephan Elfgren&David Elfgren 編曲：成田忍
2. 夢幻のプロキオン
  - 作曲：新屋豊　編曲：新屋豊・成田忍
3. my home town
  - 作曲：はなわ　編曲：成田忍

### 初回限定盤
1. 風一揆
2. my home town